# 貝允昕

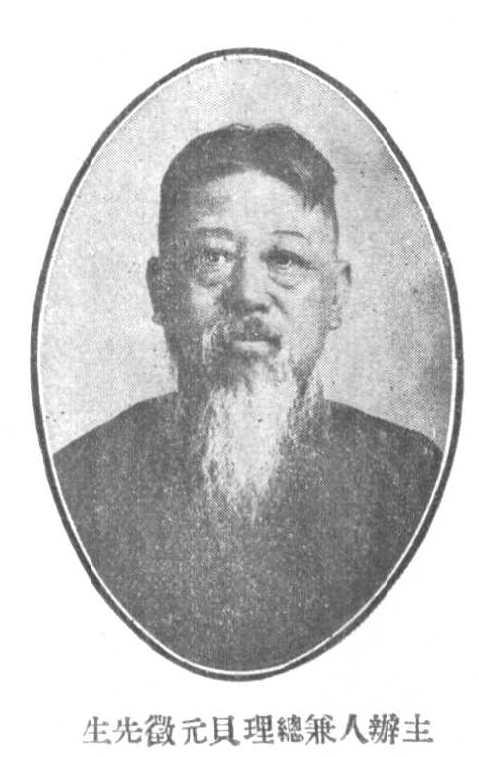
《大公報十周紀念特刊》所载贝允昕肖像

贝允昕（1865年—1927年）字元徵，湖南浏阳人。中华民国政治人物、教育家。刘人熙的女婿。

## 生平
1904年，贝允昕留学日本法政大学。1907年归国，赴广西、湖南兴办教育。1910年，贝允昕在长沙妙高峰创办中路公学并任该校监督。1911年辛亥革命长沙光复后，任湖南都督府法治院院长、政报处处长。1913年，贝允昕在熊希龄内阁任编纂兼统计。1914年，贝允昕任政治会议议员。1915年，贝允昕、龙兼公等人创办长沙《大公报》。1919年后，贝允昕的思想转趋保守。
1927年，贝允昕在长沙病逝。